# Saygrace
Grace Sewell (Brisbane, Queensland, 8 de abril de 1997), conocida por su monónimo Grace, es una cantante y compositora australiana. Más conocida por "You Don't Own Me", una versión de la canción original de Lesley Gore de 1963, producida por Quincy Jones que cuenta con el rapero G-Eazy como artista invitado. La canción forma parte de su álbum debut, lanzado por Regime Music RECORDS y RCA Records, alcanzando entrar al conteo "Top 10 de las canciones más Virales" de Spotify además de obtener el primer lugar en las listas de éxitos musicales en Australia. Formó parte también de la banda sonora de la película de 2016 Escuadrón Suicida, dirigida por David Ayer.

## Primeros años
Grace es de Brisbane y asistió a All Hallows School y Our Lady of Lourdes Catholic Primary School, Sunnybank.  Creció escuchando artistas musicales como Smokey Robinson, Janis Joplin, Shirley Bassey y Amy Winehouse. Grace proviene de una familia  de músicos  Sus abuelos estuvieron de gira con Bee Gees. Su hermano Conrad Sewell también es cantante, más conocido por aparecer en la canción "Firestone" de Kygo por su éxito en solitario "Start Again".  Cuando "Start Again" alcanzó el número uno en Gráficos ARIA en junio de 2015, Conrad y Grace se convirtieron en los primeros hermanos nacidos en Australia en la historia de los gráficos en alcanzar el número uno como actos separados.

## Carrera
Actuó para Dropout Live UK , cantando una versión de "Do It like a Dude" de Jessie J. Grace firmó con Regime Music Societe y RCA Records en 2015 y comenzó a grabar en Atlanta con Puff Daddy y Quincy Jones.
Grace lanzó "You Don't Own Me" en marzo de 2015 como tributo y portada de la cantante original, Lesley Gore , que había fallecido recientemente. Grace grabó la canción con el rapero G-Eazy , con Quincy Jones regresando para coproducir la canción. Fue su primer sencillo con RCA Records. La canción se convirtió en una de las 10 mejores pistas virales en Spotify en abril de 2015, y debutó en el número 14 de ARIA Singles Chart en mayo de 2015, alcanzando el número 1. En julio de 2015, fue elegida como Elvis Duran Artista del mes y se presentó en el programa Today de NBC presentado por Kathie Lee Gifford y Hoda Kotb, y se emitió a nivel nacional en el que interpretó en vivo su sencillo "You Don't Own Me". La canción se utilizó para promocionar la serie de televisión australiana Love Child , y se usó en los anuncios de Navidad de House of Fraser en el Reino Unido. En 2016, la canción se utilizó en el tráiler de la película Suicide Squad. También se le mostró interpretando la canción en un episodio de la temporada 3 de NCIS: Nueva Orleans .
"You Don't Own Me" incluido en el álbum debut de Grace, FMA , que significa Forgive My Attitude , se lanzó el 1 de julio de 2016. Grace también coescribió una canción para el álbum con Fraser T Smith , que cuenta con contribuciones adicionales de escritura y producción de Parker Ighile, Diane Warren y Quincy Jones. En septiembre, lanzó la versión única oficial de "Boyfriend Jeans", que había sido incluida como una versión de demostración en su debut EP, Memo . Grace fue la artista destacada en Live from Daryl's House el 16 de junio de 2016.

## Discografía

### Álbumes de estudio
| Título | Detalles                                                                               |
| FMA    | - Lanzamiento: 1 de julio de 2016 - Discográfica: RCA - Formatos: Descarga digital, CD |

### Extended plays
| Memo          | - Lanzamiento: 26 de mayo de 2015 - Discográfica: RCA - Formatos: Descarga digital, CD | 162      | \| Track listing \| \| \| \| \| N.º \| Título \| Duración \| \| \| 1. \| «Dirty Harry» \| 2:55 \| \| \| 2. \| «Feel Your Love» \| 3:03 \| \| \| 3. \| «You Don't Own Me» (featuring G-Eazy) \| 3:18 \| \| \| 4. \| «The Honey» \| 4:09 \| \| \| 5. \| «Memo (Boyfriend Jeans)» \| 3:39 \| \| |
| Track listing |                                                                                        |          | |
| N.º           | Título                                                                                 | Duración | |
| 1.            | «Dirty Harry»                                                                          | 2:55     | |
| 2.            | «Feel Your Love»                                                                       | 3:03     | |
| 3.            | «You Don't Own Me» (featuring G-Eazy)                                                  | 3:18     | |
| 4.            | «The Honey»                                                                            | 4:09     | |
| 5.            | «Memo (Boyfriend Jeans)»                                                               | 3:39     | |

### Sencillos
| Title                                 | Año  | Mejor posición en listas | Mejor posición en listas | Mejor posición en listas | Mejor posición en listas | Mejor posición en listas | Mejor posición en listas | Mejor posición en listas | Certificaciones               | Álbum |
| Title                                 | Año  | AUS                      | BEL                      | IRL                      | NZ                       | SPA                      | UK                       | US                       | Certificaciones               | Álbum |
| ------------------------------------- | ---- | ------------------------ | ------------------------ | ------------------------ | ------------------------ | ------------------------ | ------------------------ | ------------------------ | ----------------------------- | ----- |
| "You Don't Own Me" (featuring G-Eazy) | 2015 | 1                        | 45                       | 13                       | 5                        | 19                       | 4                        | 62                       | - ARIA: 2× Platino - BPI: Oro | Memo  |
| "Dirty Harry"                         | 2015 | —                        | —                        | —                        | —                        | —                        | —                        | —                        | —                             | Memo  |
| "Boyfriend Jeans"                     | 2015 | —                        | —                        | —                        | —                        | —                        | —                        | —                        | —                             | Memo  |
| "Hell of a Girl"                      | 2016 | —                        | —                        | —                        | —                        | —                        | —                        | —                        | —                             | FMA   |

### Colaboraciones
| Álbum                | Artista | Título                              | Año  |
| -------------------- | ------- | ----------------------------------- | ---- |
| "When It's Dark Out" | G-Eazy  | "Don't Let Me Go" (featuring Grace) | 2015 |

### Vídeos musicales
| Título                                | Año  | Director       |
| ------------------------------------- | ---- | -------------- |
| "You Don't Own Me" (featuring G-Eazy) | 2015 | Saul Salmonman |
| "Boyfriend Jeans"                     | 2015 | Ellis Bahl     |
| "Dirty Harry"                         | 2015 | Ellis Bahl     |